# Lac d'Arrious
Le lac d'Arrious est un lac naturel des Pyrénées françaises dans le département des Pyrénées-Atlantiques en région Nouvelle-Aquitaine.

## Toponymie
Le nom Arrious vient probablement du Béarnais "Arrius" qui signifie "ruisseau".

## Géographie
Le lac d'Arrious est une étendue d'eau intérieure naturelle, alimentée par la fonte des neiges et glaciers. Il se trouve à une altitude de 2 285 m. Il fait partie du parc national des Pyrénées. Son trop-plein d'eau alimente le ruisseau d'Arrious qui se déverse dans le gave de Brousset. Il est dominé par le pic du lac d'Arrious et par le petit pic d'Arriel au second plan.

## Voies d'accès
Le lac d'Arrious est devenu une halte obligée pour les randonneurs en expédition dans ce parc national.